# 巴特塔茨曼斯多夫
巴特塔茨曼斯多夫（德語：Bad Tatzmannsdorf）是奥地利布尔根兰州上瓦特县的一个市镇。总面积11.62平方公里，总人口1647人，人口密度142人/平方公里（2023年1月1日）。

## 地理
該市鎮包括了巴特塔茨曼斯多夫自身、約曼斯多夫（Jormannsdorf）和蘇爾茲里格爾（Sulzriegel）。
該市鎮地勢起伏，很受徒步旅行者歡迎。
近年來，該市鎮發展了由多家溫泉酒店和名為布爾根蘭溫泉的公共設施提供的溫泉設施。

## 歷史
巴特塔茨曼斯多夫早在11世紀就有定居點。巴特塔茨曼斯多夫的匈牙利名Tarcsa來自於它曾被一位名為「de Tarcsa」的貴族家族所擁有的歷史。 早在1378年,市鎮被舊圖冊（Urbars）提及。 德國移民於14世紀和15世紀抵達該地。 該市鎮在1529年和1532年遭到土耳其的破壞，1572年由格雷戈爾·塔羅迪領導下的克羅埃西亞人重新定居，而後於1633年被巴特亞尼家族收購。 它成為了康斯伯格，埃爾多迪，巴特亞尼和埃斯特哈齊家族青睞的療養勝地。 巴特塔茨曼斯多夫長期以來一直被視為重要的療養勝地，有許多與之相關的治癒傳說。 該地的溫泉(由含鹼，含鐵和含有機酸礦物質組成)自羅馬時代以來就出名。 巴特塔茨曼斯多夫在1621年的雷根斯貝格歷史（Chronik）中被認可為一個健康溫泉療養地。 在19世紀上段和以後，它成為維也納遊客喜愛的目的地，正如阿达尔贝特·施蒂弗特在他的小說中所提及。 現在，市鎮內的度假區擁有許多世界一流的酒店，博物館，體育場館等。

1869年至1921年期間，巴特塔茨曼斯多夫與整個布爾根蘭州一樣，屬於匈牙利的一部分。

## 政治
在該市鎮19席的地方議會中，奧地利人民黨佔8席，奧地利社會民主黨佔7席，奧地利自由黨佔4席。